# واکسن سرخجه

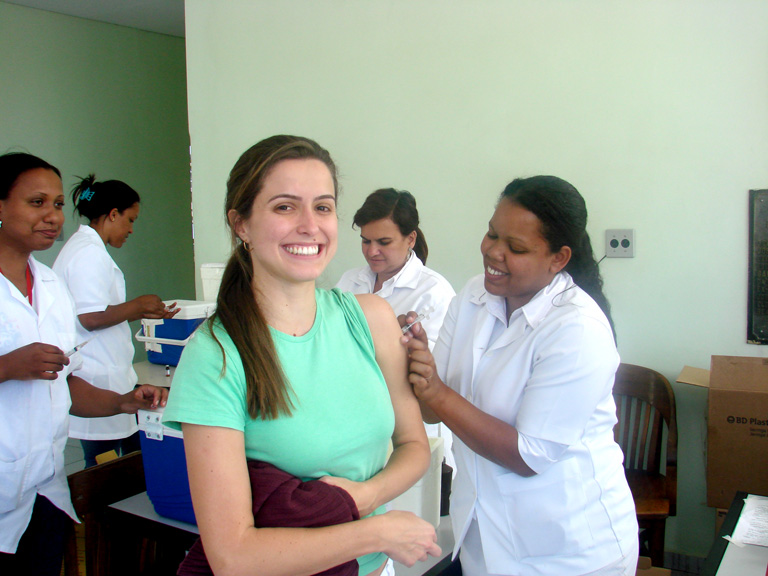
واکسیناسیون، دانشکده بهداشت عمومی ایالت میناس گرایس (ESP-MG)، برزیل

واکسن سرخجه یک واکسن برای جلوگیری از سرخجه استفاده می‌شود
اثر این واکسن بعد از گذشت دو هفته نمایان شده و در نود و پنج درصد افراد واکسینه شده از ابتلا به این بیماری جلوگیری می‌کند.
سازمان بهداشت جهانی (WHO) توصیه می‌کند اکثر مردم یا حداقل زنان در سن باروری از این واکسن استفاده کنند؛ و این به این دلیل است که خانم‌ها در زمان باردار بسیار ضعیف عملکرد سیستم ایمنی بدن آنها کمتر می‌شود.
عوارض این واکسن معمولاً خفیف است و ممکن است شامل تب و بثورات جلدی و درد و قرمزی در محل تزریق و درد مفاصل در زنان شود. آلرژی شدید به این واکسن بسیار نادر است.
واکسن سرخجه برای اولین بار در سال ۱۹۶۹ در سازمان جهانی بهداشت فهرست داروهای ضروری، از مهم‌ترین داروهای مورد نیاز انسان معرفی شد. این واکسن در سالب ۲۰۰۹ بیش از ۱۳۰ کشور استفاده می‌شود.